# Скосеноосечен шестстотиноклетъчник
Скосеноосеченият шестстотиноклетъчник е еднообразен изпъкнал многоклетъчник. Общият брой клетки е 1440. Той има 120 осечени икосаедъра, 720 петоъгълни призми и 600 осечени октаедъра. Той има 7200 върха, 14400 ръба и 8640 стени (3600 квадрата, 1440 петоъгълника и 3600 шестоъгълника). Връхната фигура е сфеноид.

## Алтернативни имена
- Скосеноосечен шестстотиноклетъчник (Норман У. Джонсън)
- Скосеноосечен хексакосихорон
- Скосеноосечен тетраплекс
- Голям ромбихексакосихорон (Акроним grix)(Джордж Олшевски и Джонтън Бауърс)[1]
- Амбо-012 тетраплекс (Джон Конуей)